# 昂夫勒维尔莱尚 (滨海塞纳省)
昂夫勒维尔莱尚（法語：Amfreville-les-Champs，法語發音：[ɑ̃fʁəvil le ʃɑ̃]）是法国滨海塞纳省的一个市镇，属于鲁昂区。

## 地理
昂夫勒维尔莱尚（49°41'51"N, 0°49'3"E）面积4.6 平方千米，位于法国诺曼底大区滨海塞纳省，该省份为法国北部沿海省份，其西部及北部濒大西洋英吉利海峡，东起顺时针与索姆省、瓦兹省、厄尔省和卡爾瓦多斯省接壤。
与昂夫勒维尔莱尚接壤的市镇（或旧市镇、城区）包括：乌维尔拉拜、科地区贝维尔、克里克托叙乌维尔、杜德维尔、格雷蒙维尔。

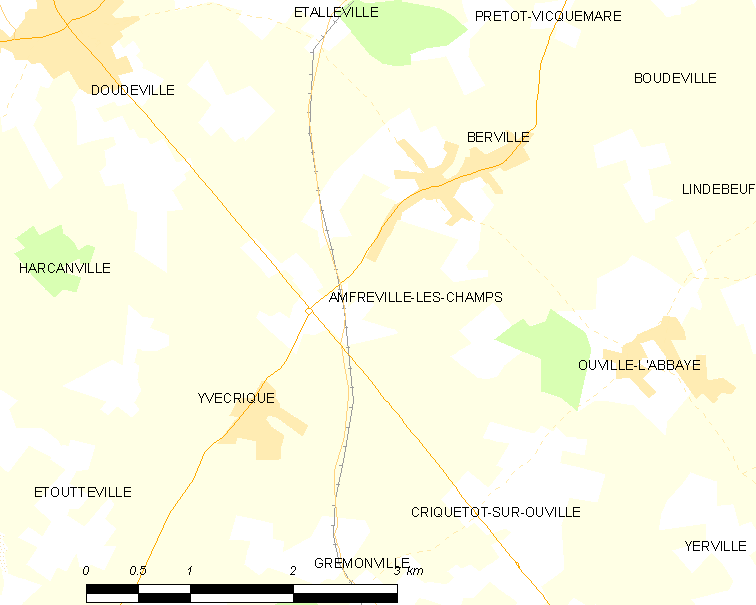
的OSM定位图

昂夫勒维尔莱尚的时区为UTC+01:00、UTC+02:00（夏令时）。

## 行政
昂夫勒维尔莱尚的邮政编码为76560，INSEE市镇编码为76006。

## 政治
昂夫勒维尔莱尚所属的省级选区为伊沃托县。

## 人口

1962-2008年间人口变化图示

昂夫勒维尔莱尚于2022年1月1日时的人口数量为190人。